# Camino Parque del Buen Ayre
El Camino Parque del Buen Ayre es una carretera de 29 km de extensión ubicada en el Gran Buenos Aires, en el noreste de Provincia de Buenos Aires, Argentina. Posee un total de seis carriles —tres por mano— para los casi dos millones de usuarios que la utilizan mensualmente.
Esta autopista discurre paralela al Río Reconquista en dirección noreste - sudoeste pasando por los partidos bonaerenses de San Isidro, Tigre, General San Martín, Tres de Febrero, San Miguel, Hurlingham, Ituzaingó y Moreno, uniendo el Acceso Norte con el Acceso Oeste. El kilómetro 0 de la autopista se encuentra en el empalme con el Acceso Norte.
Construida por CEAMSE e inaugurada en 1982, dicha empresa estatal concesionó el camino por 13 años. El 11 de enero de 1995 la propia CEAMSE se hizo cargo de la autopista. La traza del Camino Parque del Buen Ayre está rodeada de extensas áreas verdes, lo que la convierte en uno de los pulmones naturales más importantes del Área Metropolitana de Buenos Aires.
En mayo de 2006 la provincia le transfirió a la Nación la tenencia de la Autopista por el plazo de 30 años, con el objeto de poder licitar la construcción del tramo restante entre el Acceso Oeste y la Autopista Buenos Aires-La Plata. A esta nueva autopista se la denominará Autopista Presidente Perón y las obras de construcción se iniciaron a principios del 2010.
En los últimos años a la vera del Camino Parque del Buen Ayre, el CEAMSE ha desarrollado un cordón de cuatro parques —que cuentan con arbolados, juegos para chicos, infraestructura sanitaria y de recreación pasiva— y una reserva protegida.

## Cruces y lugares de referencia
A continuación se muestra un mapa esquemático de las intersecciones de esta autopista.
|  |  | CONTg |

|  |  | MWNODEr | CONTfq |

|  | RMq | RMIcu | RMq |

|  |  | RM |

|  |  | RM | STADIUM |

|  |  | GRENZE |

|  |  | RM |

|  |  | MWPETl + MWPETr |

| lDAMPF |  | SKRZ-Moq |  |

| lDAMPF |  | SKRZ-Muq |  |

|  |  | RM |

|  | BUILDING | RM |  |

|  |  | RMIdo | STRq |

|  |  | RM |

|  | WASSERq | RMoW2 | WASSERq |

|  | WORKS | RM |  |

|  |  | RM |

|  | WASSERq | RMoW2 | WASSERq |

|  |  | RM |

|  | STRq | RMIfo3 | STRq |

|  |  | RM |

|  | STRq | RMIdu | STRq |

|  |  | RM |

| lDAMPF |  | SKRZ-Muq |  |

|  | STRq | RMIco | STRq |

|  |  | RM |

| lDAMPF |  | SKRZ-Muq |  |

| exlDAMPF |  | exSKRZ-Muq |  |

|  |  | RM |

|  | STRq | RMIdo | STRq |

|  |  | RM |

|  | STRq | RMIdo | STRq |

|  |  | RM |

|  |  | GRENZE |

|  |  | RM |

|  | RMq | RMIco | RMq |

|  | CONTg | RM |  |

|  | TEEaq | RMr |  |

|  | TEEaq | RMr |  |

|  | CONTf |